# Копьё-Р (ПГРК)
«Копьё-Р» (Индекс ГРАУ комплекса/ракеты — -/-, по классификации МО США — - — советский проект подвижного грунтового ракетного комплекса с малогабаритной жидкостной межконтинентальной баллистической ракетой.
Разработка началась в июле 1985 года в КБ Южное. По массо-габаритным характеристикам комплекс был близок к комплексу «Миджетмен».
Подвижный грунтовый ракетный комплекс «Копьё-Р» разрабатывался на базе серийного колесного четырёхосного полноприводного шасси высокой проходимости МАЗ-543 и малогабаритной жидкостной МБР для обеспечения высокой выживаемости за счет мобильности автономных самоходных ПУ. Ракета разработана по схеме с последовательным расположением ступеней, ампулизированная, заводской заправки. Транспортировка, хранение и пуск ракеты осуществляются из ТПК. Боевое оснащение установлено под головной обтекатель. В варианте применения тяжелого боевого блока головной обтекатель не используется.

## Тактико-технические характеристики
| Характеристики                                                                  | ПГРК «Копьё-Р» | ПГРК «Копьё-Р» | ПГРК «Копьё-Р» |
| ------------------------------------------------------------------------------- | --- | --- | --- |
| Индекс комплекса                                                                | - | - | - |
| Индекс ракеты                                                                   | - | - | - |
| Индекс ПУ                                                                       | - | - | - |
| Код НАТО                                                                        | - | - | - |
| Основные ТТХ комплекса                                                          | | | |
| Дальность стрельбы, км                                                          | межконтинентальная | межконтинентальная | межконтинентальная |
| Точность стрельбы (КВО), км                                                     | 0,5 | 0,5 | 0,5 |
| Боеготовность: — постоянная, мин — повышенная, мин                              | | | |
| Условия боевого применения                                                      | Стартовые батареи патрулируют на боевых маршрутах в состоянии постоянной боевой готовности с периодической сменой мест стоянки. | Стартовые батареи патрулируют на боевых маршрутах в состоянии постоянной боевой готовности с периодической сменой мест стоянки. | Стартовые батареи патрулируют на боевых маршрутах в состоянии постоянной боевой готовности с периодической сменой мест стоянки. |
| Тип старта                                                                      | миномётный из ТПК | миномётный из ТПК | миномётный из ТПК |
| Периодичность смены позиции                                                     | Один раз в 7 суток | Один раз в 7 суток | Один раз в 7 суток |
| Гарантийный срок нахождения на боевом дежурстве при регламенте 1 раз в год, лет | 10 | 10 | 10 |
| Данные ракеты                                                                   | | | |
| Стартовая масса, т                                                              | 10,9 | 10,9 | 10,9 |
| Масса ТПК с ракетой, т                                                          | | | |
| Количество ступеней                                                             | 3 | 3 | 3 |
| Система управления                                                              | автономная, инерциальная с коррекцией от системы спутниковой навигации;                                                         | автономная, инерциальная с коррекцией от системы спутниковой навигации;                                                         | автономная, инерциальная с коррекцией от системы спутниковой навигации;                                                         |
| Коэффициент энерговесового совершенства Gгч/Go, кгс/тс                          | | | |
| Боевое оснащение                                                                | | | |
| Тип головной части                                                              | моноблочная ГЧ с термоядерным зарядом                                                                                           | моноблочная ГЧ с термоядерным зарядом                                                                                           | моноблочная ГЧ с термоядерным зарядом                                                                                           |
| Масса головной части, кг                                                        | 202 | 202 | 202 |
| Мощность ядерного заряда                                                        | | | |
| КСП ПРО                                                                         | | | |
| Габаритные размеры ТПК и ракеты                                                 | | | |
| Длина ракеты, м                                                                 | 12,9 | 12,9 | 12,9 |
| Диаметр ракеты, м                                                               | 1,15 | 1,15 | 1,15 |
| Длина ТПК, м                                                                    | | | |
| Диаметр ТПК, м                                                                  | | | |
| Параметры ступеней:                                                             | 1-я ступень | 2-я ступень | 3-я ступень |
| Вид топлива                                                                     | жидкое, самовоспламеняющееся с высококипящими компонентами (AT и НДМГ)                                                          | жидкое, самовоспламеняющееся с высококипящими компонентами (AT и НДМГ);                                                         | жидкое монотопливо |
| Длина ступени, м                                                                | | | |
| Диаметр ступени, м                                                              | 1,36 | 1,36 | 1,36 |
| Тип ДУ                                                                          | пятикамерная, состоящая из одной основной и четырёх рулевых КС с питанием от одного ТНА.                                        | однокамерная, со стационарной КС.                                                                                               | (на базе двигателей малой тяги с однократным запуском)                                                                          |
| Тяга (на земле/в пустоте), тс                                                   | 29 | 3,8 | 5:1,2 |
| Удельный импульс (на земле/в пустоте), с                                        | | | 200 |
| Время работы, с                                                                 | | | |
| Давление в камере, бар                                                          | 160 | 130 | |
| Органы управления                                                               | 4 поворотные рулевые КС | вдув генераторного газа в закритическую часть сопла и сопла крена                                                               | |
| Пусковая установка 15У___                                                       | | | |
| Заводской индекс                                                                | | | |
| Разработчик агрегата                                                            | | | |
| Базовое шасси                                                                   | МАЗ-543 | МАЗ-543 | МАЗ-543 |
| Разработчик шасси                                                               | МАЗ | МАЗ | МАЗ |
| Масса, т                                                                        | | | |
| Длина с ТПК, м                                                                  | | | |
| Высота, м                                                                       | | | |
| Ширина, м                                                                       | | | |
| Скорость движения, км/ч                                                         | | | |
| Запас хода, км                                                                  | | | |
| История                                                                         | | | |
| Разработчик                                                                     | КБ Южное | КБ Южное | КБ Южное |
| Конструктор                                                                     | | | |
| Начало разработки                                                               | июль 1985 | июль 1985 | июль 1985 |
| Всего пусков                                                                    | 0 | 0 | 0 |
| Летно-конструкторские испытания                                                 | | | |
| Пуски с ПУ                                                                      | 0 | 0 | 0 |
| Всего пусков                                                                    | 0 | 0 | 0 |
| Из них успешные                                                                 | - | - | - |
| Принятие на вооружение                                                          | не принималась | не принималась | не принималась |
| Изготовитель                                                                    | КБ Южное | КБ Южное | КБ Южное |